# Коровайка бура
Коровайка бура (Plegadis falcinellus) — птах родини ібісових. Один з 3-х видів роду і єдиний вид роду у фауні України. В Україні гніздовий, перелітний вид.

## Опис

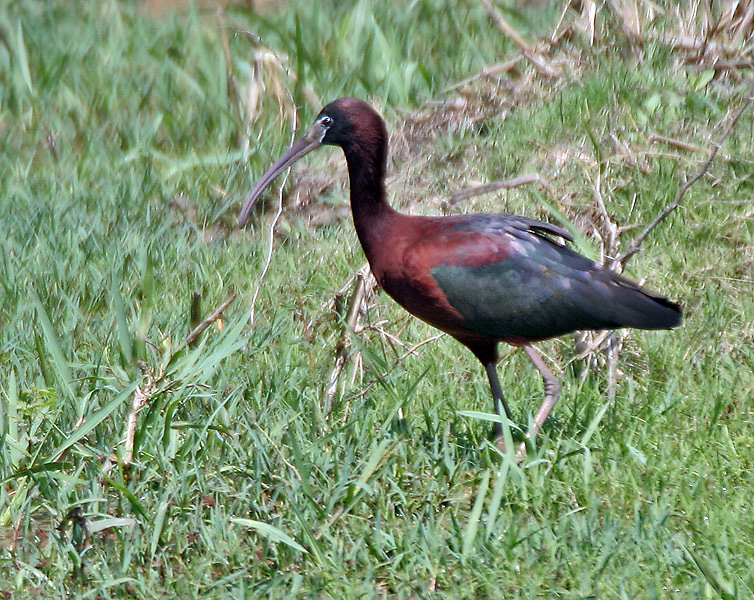
Коровайка в Індії

Птах з довгим, вигнутим дзьобом довжиною близько 100—140 мм. Довжина тіла в середньому: у самок — 553 мм, самців — 635 мм. Розмах крил в середньому: у самців — 1014 мм, самок — 917 мм. Вага — 530—768 г. У шлюбному вбранні голова, шия, тулуб і частина покривних пер крил шоколадно-коричневі з пурпуровим металічним полиском; махові і великі покривні пера крил темно-зелені з полиском, хвіст чорний з пурпуровим полиском; дзьоб і ноги бурі. У позашлюбному вбранні голова, шия, тулуб темно-бурі з білими рисками

## Екологія

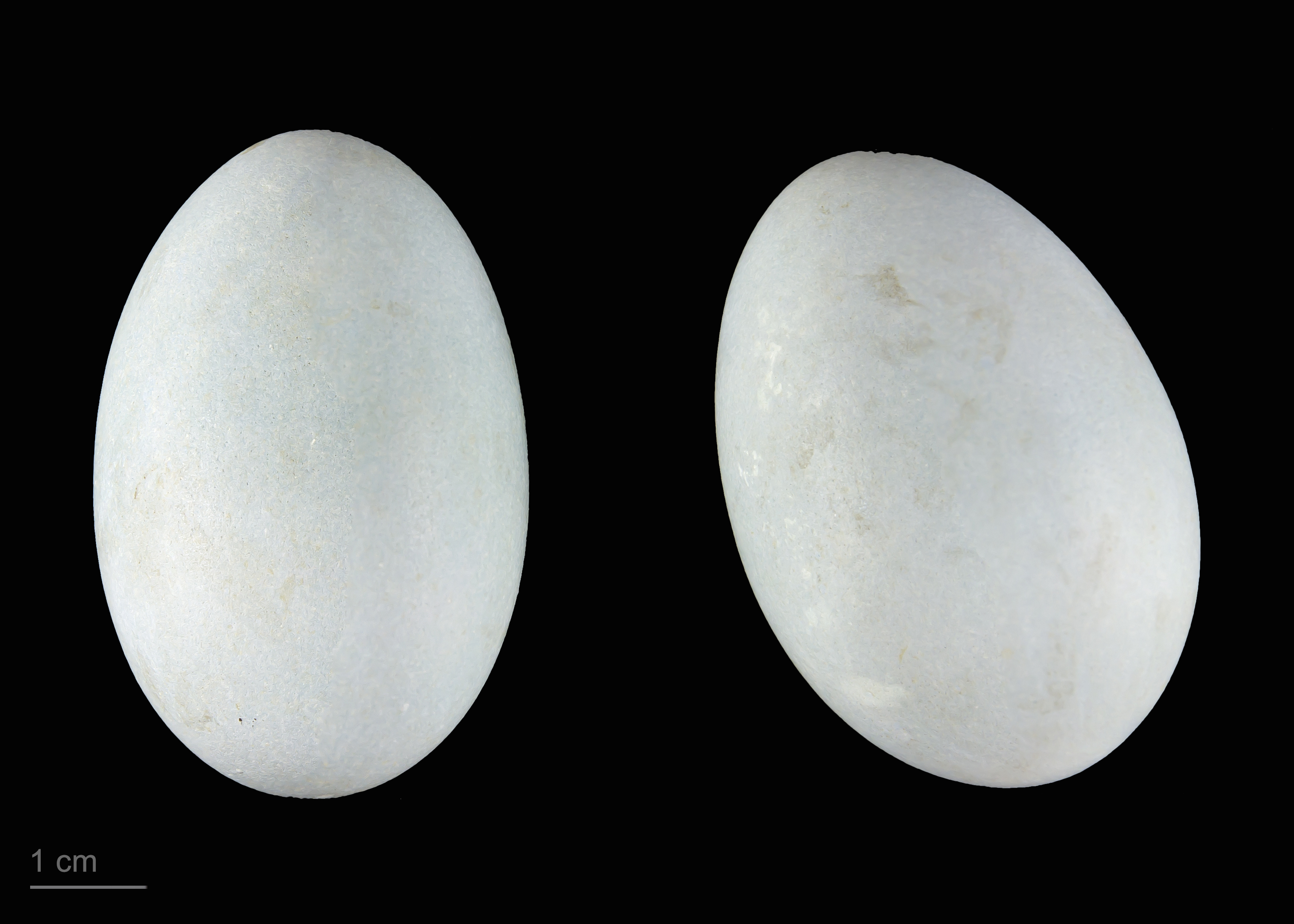
Яйця коровайки в оологічній колекції, Тулузький музей

Перелітний птах. До України прилітає у квітні. Оселяється в заплавах з заростями очерету, луками та лісами, вербовими чагарниками. Гніздиться колоніями разом з чаплями й бакланами. Своє гніздо мостить на заломах очерету або на деревах чи кущах. Кладку робить в травні з 3—5 блакитно-зеленкуватих яєць які насиджують самець і самка 21 добу. Пташенята вилітають з гнізд у червні-липні. Відлітає в серпні-вересні. Живиться коровайка водяними комахами та іншими безхребетними, яких здобуває на мілководді, рідше мальками риб, пуголовками, дрібними жабами.

## Розповсюдження
Коровайка поширена в Південній Європі, Північній Африці, Південно-Західній, Середній Азії, Австралії, Америці. Зимує в країнах Тропічної Африки, на півострові Індостан. В Україні гніздиться на озерах Кугурлуй, Картал, Китай, острові Малий Татару, в Стенцівсько-Жебриянських плавнях, дельтах Дністра та Дніпра, верхів'ях Тилігульського лиману, заплаві Інгула, на Лебединих островах, Сиваші, в дельті Молочної.

## Чисельність та причини її зміни
Чисельність в Європі становить 16—22 тис. пар. На території України гніздиться близько 1,5-2 тисяч пар, найбільші колонії в дельті Дунаю та на Сиваші. Чисельність виду скорочується через забір води для зрошування, випалювання очерету, забудову прибережних смуг, влаштування рибницьких ставків на місці кормових біотопів, застосування пестицидів, посилення фактора непокою в період розмноження та браконьєрство.

## Охорона
Вид включено до Конвенції про охорону дикої флори та фауни та природних середовищ існування в Європі (Берн, 1979) (Додаток II), Конвенцію про збереження мігруючих видів диких тварин (Бонн, 1979) (Додаток II).
В Україні нечисленна, полювати на неї заборонено і занесено до Червоної книги України (2009) де має природоохоронний статус вразливий.